# Depsidă

Acid giroforic, un exemplu de depsidă

O depsidă este un tip de compus polifenolic alcătuit din două sau mai multe unități aromatice monociclice legate printr-o grupă de tip ester. Depsidele se găsesc cel mai adesea în licheni, dar au fost izolate și din plante superioare, inclusiv din specii de Ericaceae, Lamiaceae, Papaveraceae și Myrtaceae.